# Lifan 720
Lifan 720 — выпускавшийся в 2013—2017 годах автомобиль китайской компании Lifan. Собирался в России как Lifan Cebrium.

## История
Модель была представлена на автосалоне в Шанхае в 2012 году. Модель была «флагманской», в 2015 году сменена моделью Lifan 820.
На домашнем рынке в Китае стоила от 59.800 до 80.400 юаней, за 2013-2018 годы было продано 26 559 экземпляров.

## Галерея

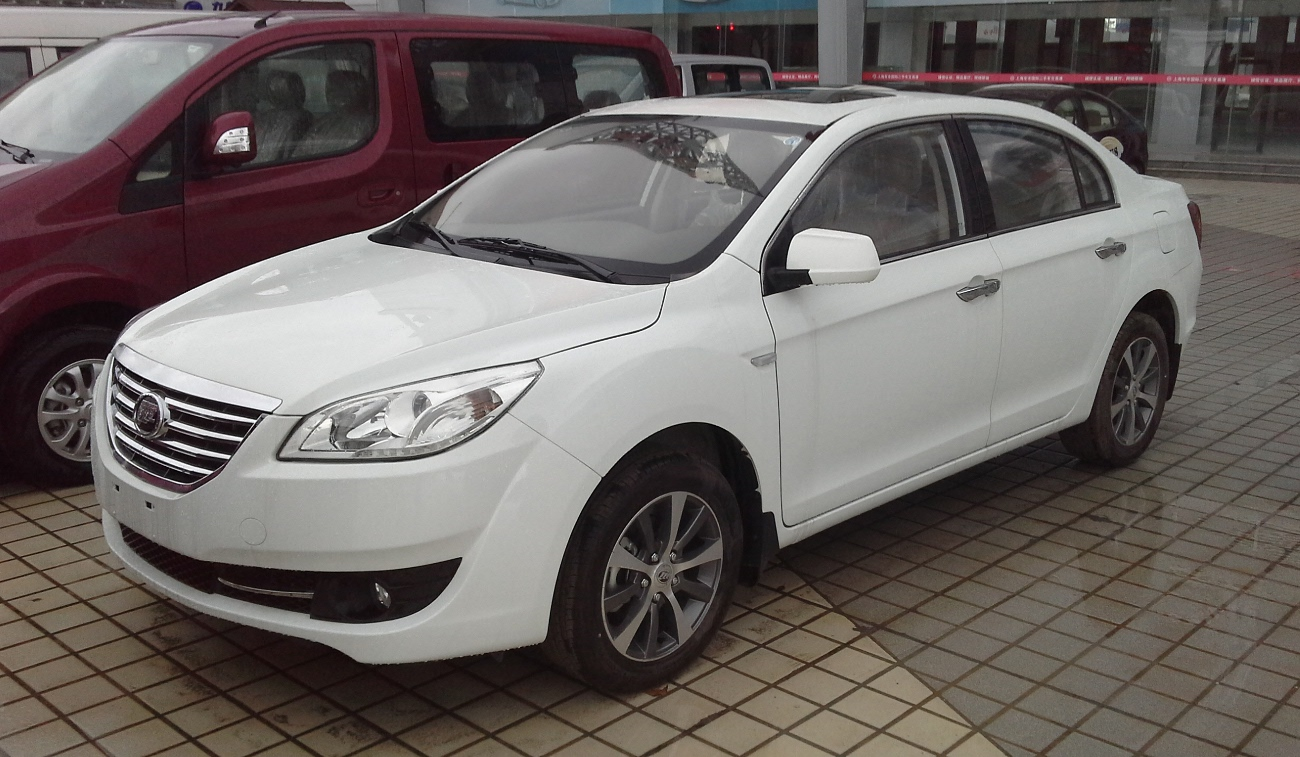
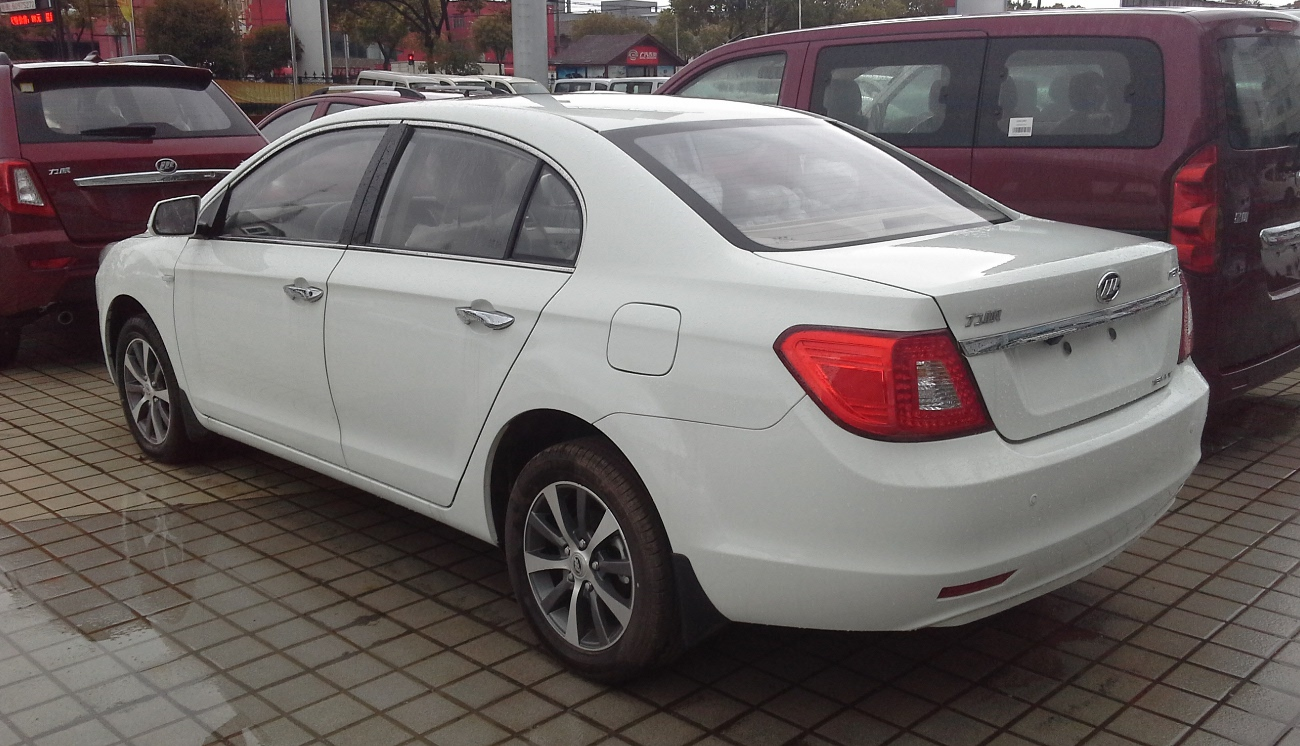

## Технические характеристики
Подвеска: спереди — стойки типа McPherson, сзади — полузависимая торсионная балка с винтовыми пружинами.
Гамма двигателей на выбор из четырёхцилиндровых бензиновых: 1,5-литровый мощностью 133 л. с., 1.5-литровый мощностью 109 л. с. и 1.8-литровый мощностью 133 л. с.
Коробка передач — 5-ступенчатая механическая или «вариатор».
Тормозная система полностью дисковая.

## На рынке России
В России в продажу модель поступила в марте 2014 года, сборка модели велась на заводе «Дервейс»
Продавался в двух комплектациях — Comfort и Luxury, по цене 554 900 и 594 900 рублей.
Доступен только с одним вариантом двигателя — 1,8-литровым, но мощностью в российской спецификации была не 133 л. с., а 128 л. с., и только с 5-ступенчатой «механикой»
Журнал «За рулём» отмечал, что хотя в качестве отделки салона был сделан шаг вперёд (уже без фенольного запаха), но были большие претензии к качеству сборки.

Хотелось бы, чтобы в китайском автомобиле российской сборки было поменьше горьких ноток, омрачающих впечатление от хорошего по своей сути автомобиля.— За рулём, № 9, 2014
При проведении журналом сравнительного теста с китайской же моделью Chery Arrizo 7 проиграла ей "в чистую".

Lifan Cebrium, как и большинство китайских поделок, по-прежнему лишь неумело оформленный «сборник цитат». Как ни старался, я не нашел, за что его можно похвалить.— За рулём, № 12, 2014
За пять лет продаж в России было реализовано чуть более 2000 автомобилей, в основном в 2015 и 2016 годах.